# Rugstreepsteurgarnaal
De rugstreepsteurgarnaal (Palaemon macrodactylus) is een garnalensoort uit de familie van de steurgarnalen (Palaemonidae). De wetenschappelijke naam van de soort werd in 1902 voor het eerst geldig gepubliceerd door Rathbun. Deze garnalensoort verdraagt grote schommelingen in temperatuur en zoutgehalte en komt doorgaans op beschutte plaatsen voor.

## Beschrijving
De rugstreepsteurgarnaal kan van andere steurgarnalen worden onderscheiden door de lichtgekleurde rugstreep bij volwassen exemplaren. De kleur van deze garnaal is rood- tot bruin- of groen- tot blauwgroenachtig. Dit kenmerkende kleurpatroon vervaagt echter snel wanneer de dieren in een aquarium gehouden worden. Verder ontbreken de verticale lijntjes die de gewone steurgarnaal (Palaemon elegans) en de gezaagde steurgarnaal (Palaemon serratus) wel hebben. Ook kan er verwarring optreden met de langneussteurgarnaal (Palaemon longirostris). Men kan beide soorten van elkaar onderscheiden door te kijken naar het rostrum: de langneussteurgarnaal heeft slechts 7 tot 9 dorsale tanden op het rostrum, terwijl de rugstreepsteurgarnaal er 10 tot 12 heeft.

## Verspreiding
Palaemon macrodactylus, bekend als de (Japanse) rugstreepsteurgarnaal, is inheems in estuaria en kustwateren van de noordwestelijke Stille Oceaan. Het bereik strekt zich uit over Rusland, Japan en Zuid-Korea. Het is een succesvolle indringer die wordt geïntroduceerd aan de oost- en westkust van Noord-Amerika, Engeland, Nederland (sinds 2005), België, Duitsland, Spanje en Argentinië. Het geeft de voorkeur aan palen, muren, puin en andere vormen van beschutting als leefgebied en komt vaak het meest voor in wateren met een lager zoutgehalte. De rugstreepsteurgarnaal wordt in Japan als voedsel verkocht, maar heeft slechts een geringe economische waarde. Hoewel het een omnivoor is, voedt P. macrodactylus zich voornamelijk met ongewervelde dieren en kan daarom concurreren met andere garnalen voor voedsel.